# Тур (срібна монета)
«Тур» — пам'ятна монета номіналом 5 гривень зі срібла, випущена Національним банком України. Присвячена туру, зображення якого втілено на унікальних пам'ятках давніх культур, що існували на території України.
Монету введено в обіг 12 березня 2017 року. Вона належить до серії «Фауна в пам'ятках культури України».

## Опис монети та характеристики
| Номінал грн. | Метал            | Маса, г       | Діаметр, мм | Якість виготовлення       | Гурт                           | Тираж, штук |
| ------------ | ---------------- | ------------- | ----------- | ------------------------- | ------------------------------ | ----------- |
| 5            | срібло 925 проби | 15,55 / 16,81 | 33,0        | спеціальний анциркулейтед | гладкий із заглибленим написом | 4 000       |

### Аверс
На аверсі монети розміщено: угорі малий Державний Герб України, напис «УКРАЇНА», рік карбування монети «2017» та номінал «5/ГРИВЕНЬ»; пам'ятки унікальної трипільської культури: у центрі — позолочена кістяна пластина у вигляді голови бика-тура (Тернопільщина, 3700 — 3500 роки до н. е.), праворуч — ритуальна посудина із головою тура. Елемент оздоблення: локальна позолота, вміст золота в чистоті не менше ніж 0,0002 г.

### Реверс
На реверсі монети зображено голову тура (ліворуч) та фрагмент наскельного малюнка із зображенням тура і кіз із Кам'яної Могили (Запорізька область) (праворуч), у гротах і печерах якої містяться кілька тисяч петрогліфів — наскельних малюнків, датованих широким історичним діапазоном: від епохи пізнього палеоліту до середньовіччя. Праворуч на тлі малюнку розміщено вертикальний напис «ТУР».

## Автори

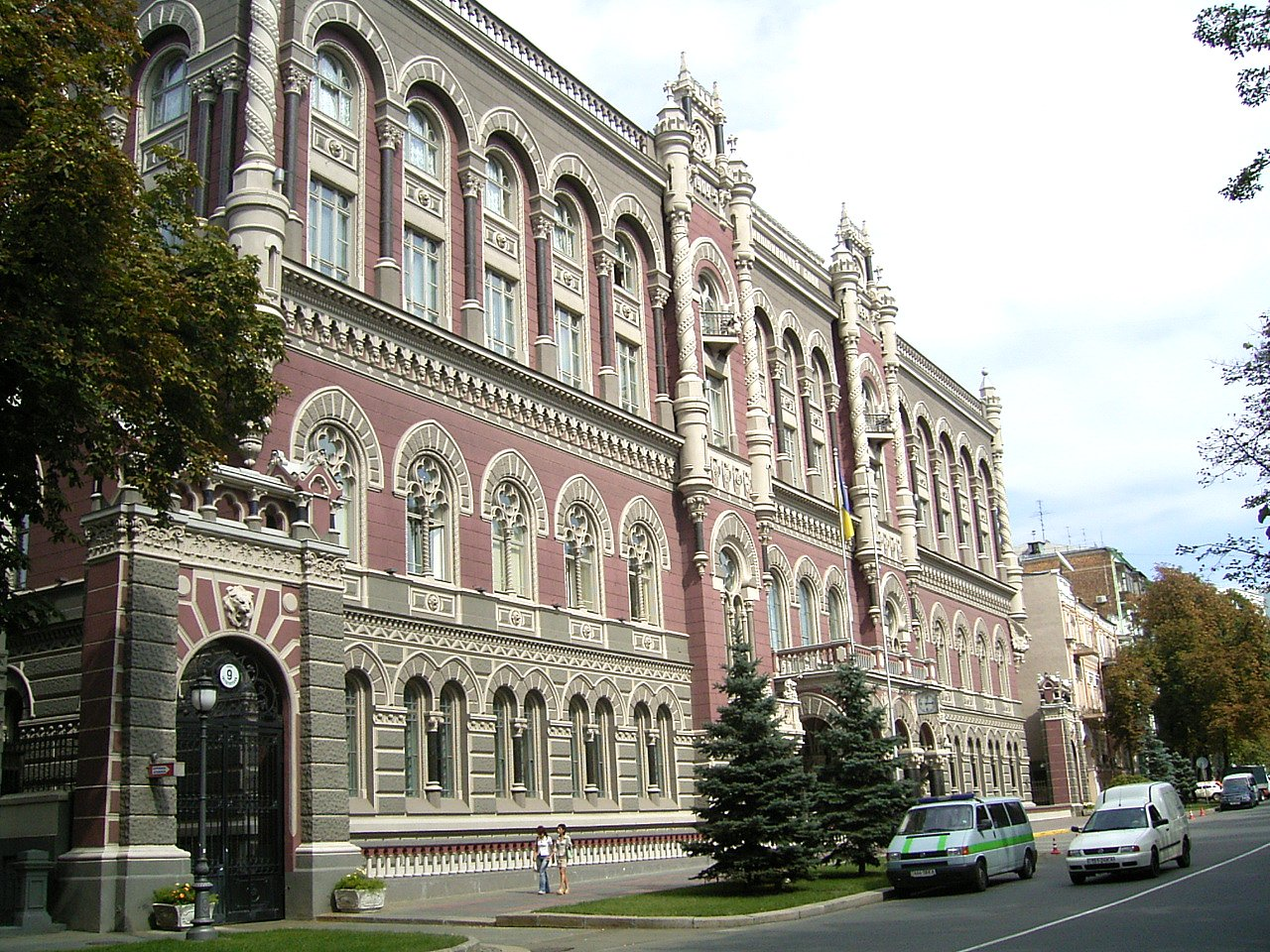
Будівля Національного банку України

- Художники: Таран Володимир, Харук Олександр, Харук Сергій.
- Скульптор — Демяненко Анатолій.

## Вартість монети
Під час введення монети в обіг 2017 року, Національний банк України реалізовував монету через свої філії за ціною 579 гривень.
Фактична приблизна вартість монети, з роками змінювалася так:
| Рік        | 2017 | 2018 | 2019 | 2020 | 2021  | 2022  | 2023  | 2024  | 2025  |
| ---------- | ---- | ---- | ---- | ---- | ----- | ----- | ----- | ----- | ----- |
| Ціна, грн. | 640  | 710  | 730  | 720  | 1 000 | 1 200 | 1 750 | 3 900 | 4 400 |